# Frescati Backe

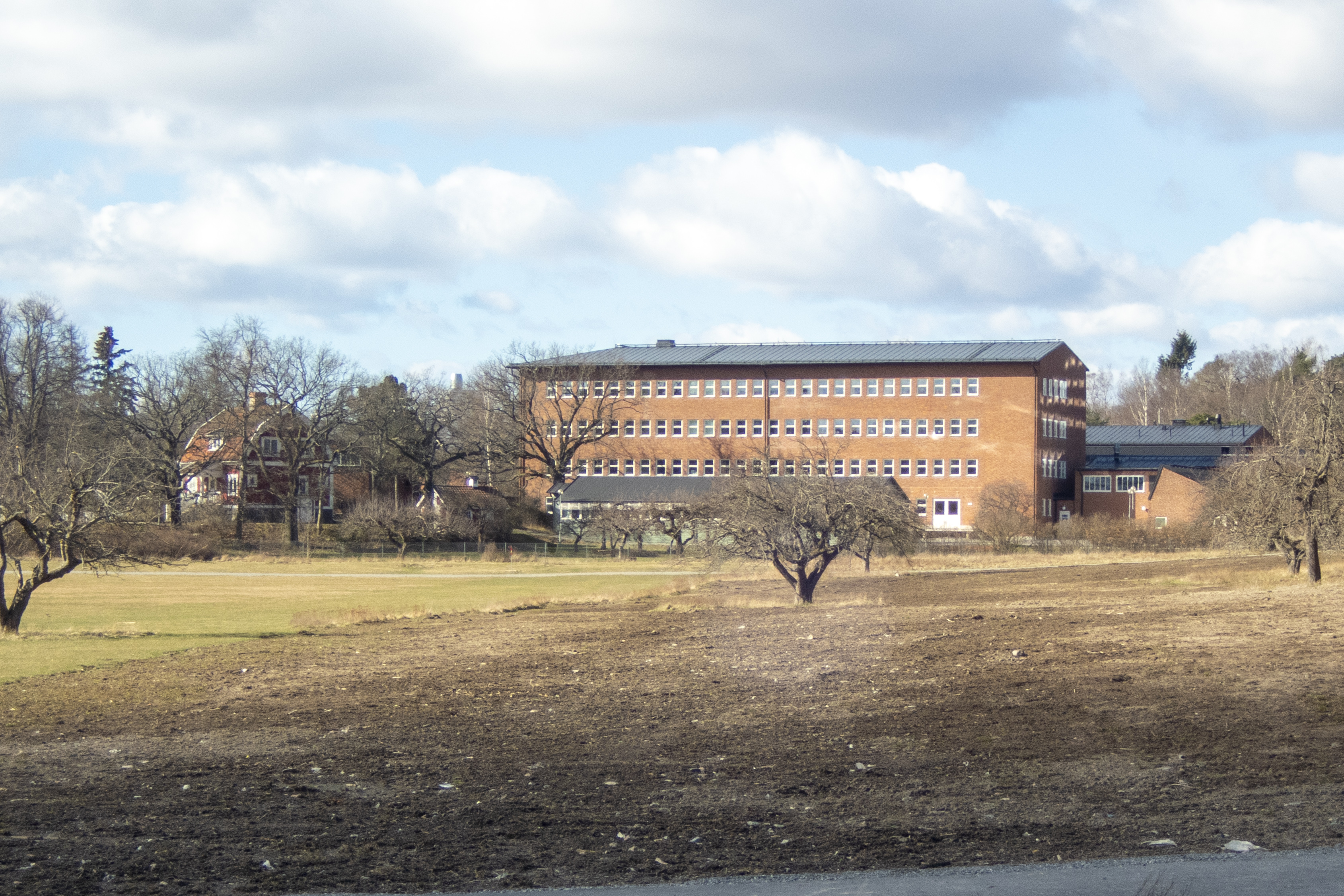
Frescati Backe, 2020.

Frescati backe är en del av Stockholms universitet. Frescati backe består huvudsakligen av två byggnader: det gamla stallet och de gamla laboratorierna. I stallet finns idag institutionen för de humanistiska och samhällsvetenskapliga ämnenas didaktik, HSD, med undervisningslokaler för lärarutbildningens estetiska verksamhet. Laboratorierna har byggts om till att inhysa undervisningslokaler och Stockholms Universitets Fastighetsavdelning.
Byggnaderna planerades från början som Statens veterinärbakteriologiska anstalt (SVA) som senare ändrades till Statens veterinärmedicinska anstalt. Arkitekten Erik Gunnar Asplund ritade de ursprungliga byggnaderna under 1937–1940. Vid Gunnar Asplunds död 1940 tog arkitekt Joel Lundeqvist över projektet och slutförde det 1944.
Den ursprungliga användningen var att bedriva forskning och att bekämpa sjukdomar hos djur. Dessutom skulle där framställas serum och vacciner. För dessa ändamål krävdes laboratorier för bakteriologisk forskning samt stallar och andra byggnader för djuren.
Den plats som tilldelades för byggnaderna kallades Experimentalfältet och ligger öster om Naturhistoriska riksmuseet. Asplund gjorde en plan för området och ritade de ursprungliga byggnaderna.
Under 2013 renoverades lokalerna för estetisk verksamhet inom bland annat Lärarprogrammen.
Barn- och ungdomsvetenskapliga institutionen flyttade in i lokalerna sommaren 2019.